# Au bon moment, au bon endroit
Albums de Buzy
L'important (n'est pas d'être important)
Au bon moment, au bon endroit est le huitième album studio de la chanteuse Buzy.

## Titres
1. Au bon moment, au bon endroit (Buzy/Rodolphe Burger) 5:01
2. Petite messe (Buzy/Denis Hemmer) 4:20
3. Les Fleurs me parlent (Gérard Manset/Buzy - Denis Hemmer) 4:02
4. Le Temps n'est rien (Buzy/Denis Hemmer) 3:23
5. Soux X (Buzy/Denis Hemmer) 4:13
6. Éphémère (Buzy/Karton) 5:06
7. L'Homme se singe (Jean Fauque/Buzy - Denis Hemmer) 4:56
8. Nébuleuse (Pierre Faa) 3:15
9. Jours confus (Buzy/Daran) 4:43
10. Matrice (Buzy /Daniel Jea) 4:12
11. À tes paupières (Buzy/Buzy - Claude Sacre) 3:46

## Crédits
Production exécutive : Buzy 

Guitares et basses : Yan Péchin, Rodolphe Burger, Daran, Claude Sacre, Denis Hemmer, Daniel Jea, Florent Guépin et Gérard Cousin

Batterie :Arnaud Dieterlen

Basses : Claude Sacre et Denis Hemmer

Claviers : Claude Sacre, Denis Hemmer et Buzy

Cordes : Claude Sacre

Percussion : Edgar Hemmer

Saxophone : Bobby Rangel

Harmonica : Gérard Cousin

Violoncelle : Didier Van Hecke

Mixage : Stéphane Prin

Photographies : Muriel Despau